# Ielena Firsova
Pour les articles homonymes, voir Firsova.
Ielena Olegovna Firsova (en russe : Елена Олеговна Фирсова) est une compositrice russe née le 21 mars 1950 à Leningrad (auj. Saint-Pétersbourg).

## Biographie
Elle étudie la musique à Moscou avec Alexandre Piroumov, Iouri Kholopov, Edison Denisov et Philip Herschkowitz. En 1979, elle est mise sur la liste noire, les « Sept de Khrennikov », lors du sixième Congrès de l'Union des compositeurs soviétiques à cause de sa participation à des festivals de musique soviétique en Occident. Mariée avec le compositeur Dmitri Smirnov, ils ont vécu à partir de 1998 à St Albans, en Angleterre.
Firsova a plus de cent compositions à son actif. Un genre qu'elle illustre fréquemment est celui de la « cantate de chambre » pour voix seule et ensemble. Elle écrit de la musique sur des textes d'Alexandre Pouchkine, Marina Tsvetaïeva, Boris Pasternak et Oleg Prokofiev. Cependant, la plupart de ses compositions dans ce genre sont sur des textes de son poète préféré, Ossip Mandelstam : Earthly Life, Tristia, The Stone, Forest Walks, Before the Thunderstorm, Stygian Song, Secret Way, Seashell, Whirlpool, Silentium, Winter Songs, et les Sonnets de Pétrarque (en traduction russe par Osip Mandelstam).
Elle a reçu plusieurs commandes d'œuvres de nombreux festivals de musique, orchestres et ensembles tels l'Orchestre royal du Concertgebouw, le Quatuor Brodsky, le Manchester Wind Orchestra, le Schubert Ensemble, le festival Internationale Fredener Musiktage, la BBC et l'Expo 2000. Ses compositions sont publiées par Boosey & Hawkes, Londres; Hans Sikorski, Hambourg; et G. Schirmer, New York.

## Œuvres choisies
- Suite pour alto seul, opus 2 (1967)
- A Feast in Time of Plague, opéra de chambre d'après Alexandre Pouchkine (1973)
- Concerto pour violoncelle n°1 (1973)
- Petrarch’s Sonnets (traduction d'Ossip Mandelstam) pour voix et ensemble (1976)
- Concerto de chambre n°1 pour flûte et instruments à cordes (1978)
- The Night, pour voix et quatuor de saxophones (Boris Pasternak, 1978)
- Tristia, cantate pour voix et orchestre de chambre (Mandelstam, 1979)
- Three Poems of Ossip Mandelstam, pour voix et piano (1980)
- Misterioso (Quatuor à cordes n°3, 1980)
- Shakespeare’s Sonnets pour voix et orgue (ou quatuor de saxophones, 1981)
- Concerto de chambre n°2 (Concerto pour violoncelle n°2, 1982)
- The Stone, cantate pour voix et orchestre (Mandelstam, 1983)
- Concerto pour violon n°2 (1983)
- Earthly Life, cantate de chambre pour voix de soprano et ensemble (Mandelstam, 1984)
- Concerto de chambre n°3 (Concerto pour piano n°1, 1985)
- Music for 12, pour ensemble (1986)
- Forest walks, cantate pour voix de soprano et ensemble (Mandelstam, 1987)
- Concerto de chambre n°4, pour cor et ensemble (1987)
- Augury, pour chœur et orchestre (William Blake 1988)
- Amoroso (Quatuor à cordes n°4, 1989)
- Nostalgia, pour orchestre  (1989)
- Stygian Song, pour voix de soprano et orchestre de chambre (Mandelstam, 1989)
- Odyssey, pour sept musiciens  (1990)
- The Nightingale and the Rose, opéra de chambre (Oscar Wilde/Christina Rossetti, 1991)
- Seashell, pour voix de soprano et ensemble (Mandelstam, 1991)
- Whirlpool, pour voix, flûte et percussions (Mandelstam, 1991)
- Silentium, pour voix et quatuor à cordes (Mandelstam, 1991)
- Secret Way, pour voix et orchestre (Mandelstam, 1992)
- Distance, pour voix, clarinette et quatuor à cordes (Marina Tsvetaïeva, 1992)
- Lagrimoso, (Quatuor à cordes n°5, 1992)
- Cassandra, pour orchestre (1992)
- Insomnia, pour quatre voix (Pouchkine, 1993)
- Before the Thunderstorm, cantate pour voix de soprano et ensemble (Mandelstam, 1994)
- Quatuor à cordes n°6 (1994)
- Compassione (Quatuor à cordes n°7, 1995)
- The Stone Guest (Quatuor à cordes n°8, 1995)
- No, it is not a Migraine pour voix de baryton et piano (Mandelstam, 1995)
- Concerto de chambre n°5 (Concerto pour violoncelle n°3, 1996)
- The Door is Closed (Quatuor à cordes n°9, 1996)
- Concerto de chambre n°6 (Concerto pour piano n°2, 1996)
- The River of Time, pour chœur et orchestre de chambre à la mémoire d'Edison Denisov (Gavril Derjavine, 1997)
- La malinconia (Quatuor à cordes n°10, 1998)
- Captivity, pour orchestre d'instruments à vent (1998)
- Leaving, pour orchestre à cordes (1998)
- The Scent of Absence, pour voix de basse, flûte et harpe (Oleg Prokofiev, 1998)
- Das erste ist vergangen (Christushymnus 2000), pour voix de soprano et basse, chœur mixte et orchestre de chambre (Franz Kafka, Bible, etc., 1999)
- Requiem, pour voix de soprano, chœur et orchestre (Anna Akhmatova, 2001)
- Winter Songs, pour voix de soprano et violoncelle (Mandelstam, 2003)
- The Garden of Dreams (Hommage à Dmitri Chostakovitch), pour orchestre (2004)
- Farewell (Quatuor n°12, 2005)
- Black Bells, pour piano et ensemble (2005)

## Discographie choisie
- Misterioso, String Quartet No.3 Op.24 in: Lydian Quartet in Moscow: Firsova, Chaushian, Child, Lee Art and Electronics: AED 10108 Stereo
- Amoroso, String Quartet No.4 Op.40 in: Chilingirian Quartet: Stravinsky, Schnittke, Dmitri Smirnov, Roslavets, Firsova: Music for String Quartet, Conifer Classics 75605 512522
- La Malinconia, String Quartet No.10 Op.84 in: Brodsky Quartet: Beethoven Op.18 and six more: Alvarez, Beamish, Firsova, Jegede, Smirnov, Tanaka, Vanguard Classics 99212
- Chamber Concerto No.1 for Flute and Strings Op.19 in: Works by modern composers of Moscow: Smirnov, Bobilev, Firsova, Pavlenko, Artiomov, Mobile Fidelity MFCD 906
- Cassandra for symphony orchestra Op.60 (1992) together with Sofia Goubaïdoulina: Pro et contra BIS CD-668 STEREO
- The Mandelstam Cantatas (Forest Walks, Earthly Life, Before the Thunderstorm) Studio for New Music Moscow, Igor Dronov, conductor; Ekaterina Kichigina, soprano Megadisc MDC 7816 Voir le site de Megadisc

## Citations
- Il est difficile pour moi de composer; le processus est presque insupportable et douloureux et le travail ne va que rarement bien. Mais la qualité de la musique, quant à moi, ne dépend guère de ceci. De temps en temps la musique qui est facilement écrite est plus efficace, mais elle est également parfois plus superficielle.
- Pour moi, composer veut dire descendre au fond de moi-même, entrer en contact avec la beauté et communiquer avec le monde non matériel.
- Les compositeurs, mais pas tous, ont beaucoup en commun avec les prêtres et les jardiniers.